# Stenelmis parvifoveola
Stenelmis parvifoveola là một loài bọ cánh cứng trong họ Elmidae. Loài này được Zhang, Su & Yang miêu tả khoa học năm 2003.